# Monaco op het Eurovisiesongfestival 2006
Monaco nam deel aan het  Eurovisiesongfestival 2006, gehouden  in Athene, Griekenland. Het is tot nu toe de laatste keer dat Monaco aanwezig was op het liedjesfestijn.

## Selectieprocedure
Monaco koos zijn inzending voor het Eurovisiesongfestival 2006 via een interne selectie. De Franse zangeres Séverine Ferrer werd gekozen om het prinsendom te vertegenwoordigen met het vrolijke liedje La coco-dance, dat werd gezongen in het Frans en het Tahitiaans. Het was voor het eerst dat het Tahitiaans te horen was op het Eurovisiesongfestival.

## In Athene
In Athene wist Monaco de halve finale niet te overleven. Séverine Ferrer eindigde op de 21ste plaats, met 14 punten. Monaco kreeg 8 punten van Frankrijk, 3 punten van Andorra, 2 punten van Estland en 1 punt van Polen.

### Gekregen punten

#### Halve Finale
| 12 punten | 10 punten | 8 punten    | 7 punten  | 6 punten |
| --------- | --------- | ----------- | --------- | -------- |
|           |           | - Frankrijk |           |          |
| 5 punten  | 4 punten  | 3 punten    | 2 punten  | 1 punt   |
|           |           | - Andorra   | - Estland | - Polen  |

### Punten gegeven door Monaco

#### Halve Finale
Punten gegeven in de halve finale:
| 12 punten | Bosnië en Herzegovina |
| 10 punten | Cyprus                |
| 8 punten  | Zweden                |
| 7 punten  | Ierland               |
| 6 punten  | België                |
| 5 punten  | Estland               |
| 4 punten  | Litouwen              |
| 3 punten  | Slovenië              |
| 2 punten  | Oekraïne              |
| 1 punt    | IJsland               |

#### Finale
Punten gegeven in de finale:
| 12 punten | Bosnië en Herzegovina |
| 10 punten | Ierland               |
| 8 punten  | Letland               |
| 7 punten  | Litouwen              |
| 6 punten  | Zwitserland           |
| 5 punten  | Zweden                |
| 4 punten  | Kroatië               |
| 3 punten  | Frankrijk             |
| 2 punten  | Oekraïne              |
| 1 punt    | Noorwegen             |

1959 · 1960 · 1961 · 1962 · 1963 · 1964 · 1965 · 1966 · 1967 · 1968 · 1969 · 1970 · 1971 · 1972 · 1973 · 1974 · 1975 · 1976 · 1977 · 1978 · 1979 · 1980-2003 · 2004 · 2005 · 2006 · 2007-2025